# Ейшу і Ейрол
Е́йшу і Ейро́л (порт. Eixo e Eirol; МФА: [ˈɐj.ʃu i ɐj.ˈɾɔɫ]) — парафія в Португалії, в муніципалітеті Авейру. Складова округу Авейру.  Входить до регіону Центр. За старим адміністративним поділом, що був чинним до 1976 року, територія парафії належала провінції Берегова Бейра. Заснована 28 січня 2013 року. Площа парафії — 22,42 км², населення — 6324 ос. (2011), густота населення — 282,07 осіб/км²
.  Поштовий індекс — 3800. Код  — 010515.
```
Сформована із колишніх парафій 
Ейшу
 й 
Ейрол
.
```

## Географія

Авейру (2013)
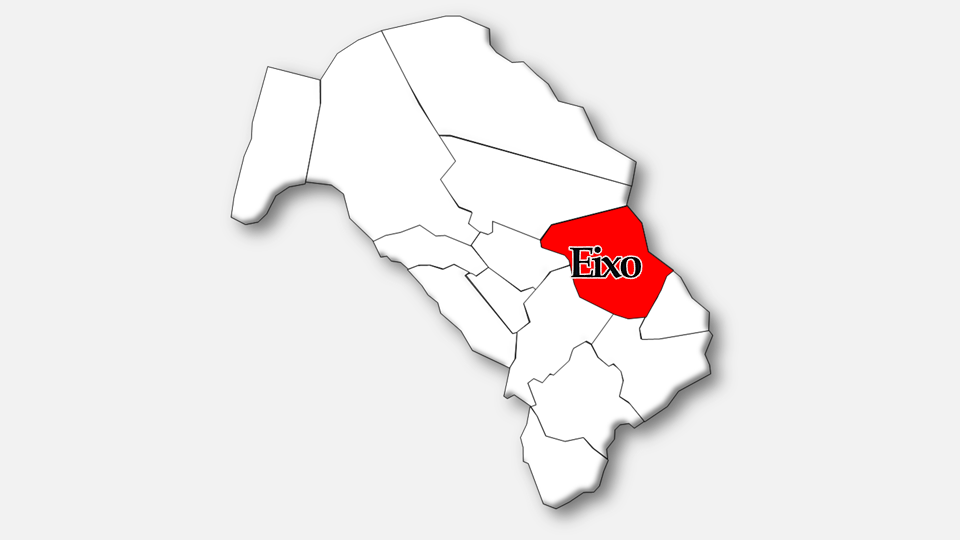
Ейшу
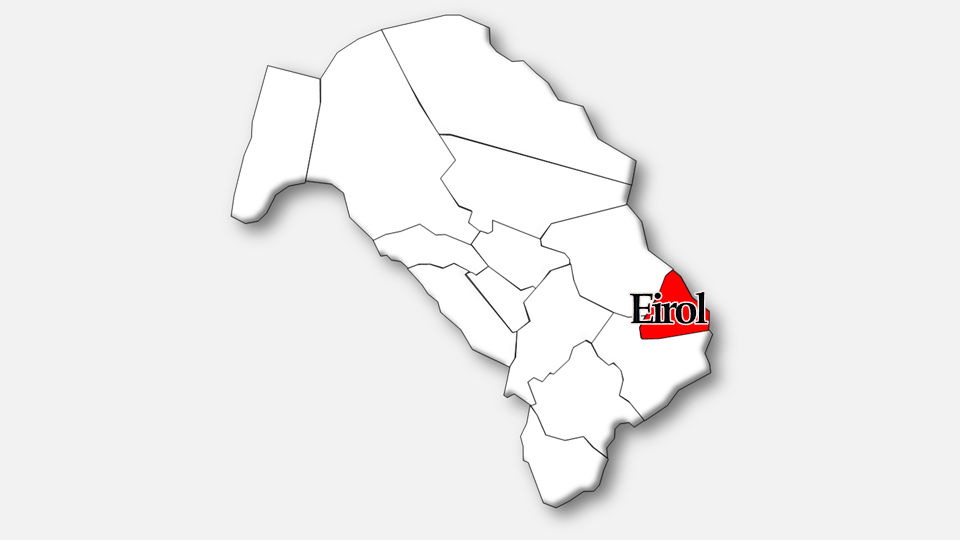
Ейрол

### Місцевості
- Алагуела (порт. Alagoela, МФА: [ɐ.ɫɐ.gu.ˈe.ɫɐ])
- Арружу (порт. Arrujo, МФА: [a.ˈʁu.ʒu])
- Сеньора-да-Граса (порт. Senhora da Graça, МФА: [sɐ.ˈɲo.ɾɐ dɐ ˈgɾa.sɐ])

## Населення
| Кількість мешканців | Кількість мешканців | Кількість мешканців | Кількість мешканців | Кількість мешканців | Кількість мешканців | Кількість мешканців | Кількість мешканців | Кількість мешканців | Кількість мешканців | Кількість мешканців | Кількість мешканців | Кількість мешканців | Кількість мешканців | Кількість мешканців |
| ------------------- | ------------------- | ------------------- | ------------------- | ------------------- | ------------------- | ------------------- | ------------------- | ------------------- | ------------------- | ------------------- | ------------------- | ------------------- | ------------------- | ------------------- |
| 1864                | 1878                | 1890                | 1900                | 1911                | 1920                | 1930                | 1940                | 1950                | 1960                | 1970                | 1981                | 1991                | 2001                | 2011                |
| 2094                | 1963                | 1962                | 2045                | 2193                | 2271                | 2618                | 2646                | 2903                | 3165                | 3417                | 4426                | 4384                | 6034                | 6324                |